# Dendroma
Dendroma  (bladspeurders) is een geslacht van zangvogels uit de familie ovenvogels (Furnariidae).

## Soorten
Het geslacht kent de volgende soorten:
- Dendroma erythroptera  – roodvleugelbladspeurder
- Dendroma rufa  – geelkapbladspeurder